# تشارلي كالاس
تشارلي كالاس (بالإنجليزية: Charlie Callas)‏ مواليد 20 ديسمبر 1927 في بروكلين، الولايات المتحدة - الوفاة 27 يناير 2011 في لاس فيغاس، الولايات المتحدة، هو ممثل وكوميدي أمريكي بدأ مسيرته الفنية سنة 1964. امتدت مسيرته الفنية لأكثر من 47 عاما. من أعماله فيلم الفم الكبير (1967).

## روابط خارجية
- تشارلي كالاس على موقع IMDb (الإنجليزية)
- تشارلي كالاس على موقع ميوزك برينز (الإنجليزية)
- تشارلي كالاس على موقع أول موفي (الإنجليزية)
- تشارلي كالاس على موقع قاعدة بيانات الأفلام السويدية (السويدية)
- تشارلي كالاس على موقع إن إن دي بي (الإنجليزية)
- تشارلي كالاس على موقع قاعدة بيانات الفيلم (الإنجليزية)